# Noanstjärnarna (Stensele socken, Lappland, 721590-156532)
Noanstjärnarna är en sjö i Storumans kommun i Lappland och ingår i Umeälvens huvudavrinningsområde.